# Treibstoffwerk Rheinpreußen
Das Treibstoffwerk Rheinpreußen war ein zur Haniel-Gruppe gehörendes Chemiewerk im Ruhrgebiet. Hergestellt wurden von 1936 bis 1945 synthetische Kraftstoffe und andere carbochemische Erzeugnisse. Die Produktionsanlagen befanden sich in Meerbeck (Moers). Der Verwaltungssitz war in Homberg (Duisburg). Die offizielle Firmierung lautete Steinkohlenbergwerk Rheinpreußen Treibstoffwerk, Homberg (Niederrhein).

## Geschichte

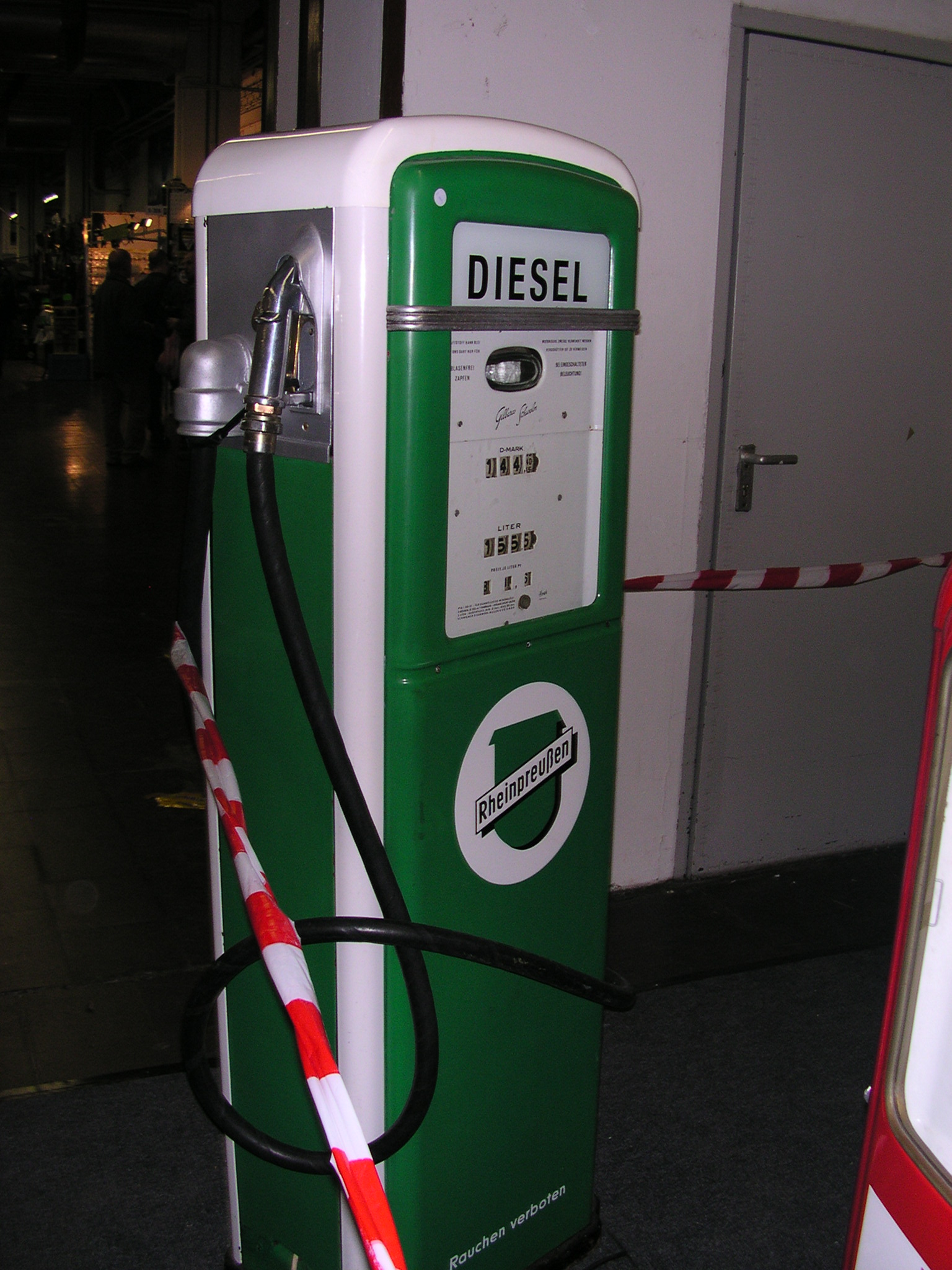
Rheinpreußen-Zapfsäule bei der Techno-Classica 2007

Die Planungen zur Errichtung des Treibstoffwerks begannen im Auftrag der Unternehmerfamilie Haniel Anfang 1935 durch Heinrich Kost, der 1932 in die Direktion der Zeche Rheinpreußen eingetreten war. Die notwendige Lizenz zum Bau der Fischer-Tropsch-Anlagen erwarb das Unternehmen im September 1935 von der Ruhrchemie. Am 1. Mai 1936 folgte der erste Spatenstich in der Römerstraße in Meerbeck (Moers). Von der Projektgenehmigung bis zur Verladung des ersten Kesselwagens mit synthetischem Benzin am 4. Oktober 1936 verging kaum mehr als ein Jahr. Die Fabrik hatte zunächst eine Leistung von 80 Tonnen pro Tag.
Der Vertrieb erfolgte über ein eigenes Tankstellennetz unter der grün-weißen Marke Rheinpreußen. Betreiber der Tankstellen (mit meist einer Zapfsäule) war die ebenfalls 1936 gegründete Vertriebs- und Tochtergesellschaft Rheinpreußen GmbH. Aufgrund der geringen Klopffestigkeit von nur ROZ 45 musste dem Rheinpreußen-Benzin Benzol und Steinkohlenteeröl beigemischt werden. Gleiches galt für ein in den Handel gebrachtes und als Mischdieselkraftstoff „R“ bezeichnetes Dieselöl, das von Busgesellschaften und in Diesellokomotiven von Bergwerksbetrieben unter Tage verwendet wurde.
Darüber hinaus baute das Unternehmen eine eigene Forschungsabteilung unter der Führung von Herbert Kölbel auf und entwickelte zahlreiche Innovationen bei der Weiterveredelung der Fischer-Tropsch-Produkte. Geleitet wurde das Benzinwerk von dem promovierten Chemiker Walter Grimme. Die vollständige Bezeichnung lautete Steinkohlenbergwerk Rheinpreußen Treibstoffwerk, Homberg (Niederrhein). Für die Kohleverflüssigung kam die Steinkohle aus den Rheinpreußen-Zechen zum Einsatz, die in unternehmenseigenen Anlagen verschwelt wurde. Die Benzinfabrik befand sich in unmittelbarer Nähe zur Schachtanlage Rheinpreußen 5. Zunächst waren für die Produktion von 1 kg synthetischer Erzeugnisse 7–8 kg Kohle notwendig. Durch ständige Forschung und Weiterentwicklung des Verfahrens wurden spätestens ab 1938 große Fortschritte erzielt. Vergleichsweise konnten aus 17.000 Tonnen Koks im Wert von 237.916 Reichsmark (RM) 4093 Tonnen synthetische Produkte mit einem Erlös von 3.962.638 RM gewonnen werden.
Vor diesem Hintergrund werden die immer noch aufgeführten, insbesondere aber nach 1945 von den Westalliierten und anglo-amerikanischen Erdölkonzernen vertretenen Behauptungen, die Fischer-Tropsch-Synthese habe erstens den deutschen Vorbereitungen auf den Zweiten Weltkrieg gedient und zweitens, die Fischer-Tropsch-Synthese sei nicht wirtschaftlich gewesen, von Technikhistorikern heute differenziert beurteilt. Nach Öffnung diverser Archive konnte festgestellt werden, dass sich die Fischer-Tropsch-Synthese zu dieser Zeit im Gegensatz zum Bergius-Pier-Verfahren primär nicht zur Erzeugung von synthetischen Treibstoffen, sondern hauptsächlich zur Rohstoffproduktion für die chemische Industrie eignete. Das heißt, unter politisch-militärischen Rahmenbedingungen war die Fischer-Tropsch-Synthese keine Alternative für die Treibstoffgewinnung. Dementsprechend wurde das Verfahren im staatlichen Vierjahresplan von 1937 nicht berücksichtigt und nach Ausbruch des Zweiten Weltkriegs auch kein einziges Fischer-Tropsch-Werk mehr gebaut.
Das mittels der Fischer-Tropsch-Synthese hergestellte Benzin konnte als Kraftstoff für Vergasermotoren infolge seiner geringen Klopffestigkeit nur nach Zumischung hochklopffester Treibstoffe, wie Benzol, Ethanol, Steinkohlen- oder Schwelteer, verwendet werden. Die Erzeugung von Flugbenzin war mit dem Verfahren zu dieser Zeit ebenfalls nicht möglich. Die Benzinproduktion begrenzte sich bei Rheinpreußen hauptsächlich auf Leichtbenzin, Waschbenzin und Wundbenzin. Ab 1939 verlagerte die Geschäftsleitung die Produktion überwiegend auf Paraffingatsch und Lösungsmittel. Damit konnten erheblich höhere Erlöse erzielt werden als für Dieselkraftstoffe, Fahrbenzin oder gar Flugbenzin.
Zudem waren Nebenprodukte für die pharmazeutische Industrie bestimmt. Dazu zählte unter anderem das von den Rheinpreußen-Chemikern entwickelte Myasthenol, ein Tetraisopropylorthotitanat zur Notfall-Narkose für Kardio-Patienten. Ferner stellte eine Kommission der Alliierten unmittelbar nach Ende des Zweiten Weltkriegs fest, dass im Treibstoffwerk Moers-Meerbeck weltweit die einzige synthetische Herstellung von Alkoholen durch Sulfonierung von Olefinen im industriellen Maßstab erfolgte. Mithin stand bei Rheinpreußen niemals die Produktion von synthetischen Benzinen im Vordergrund. Das Unternehmen strebte stets den Verbund von Bergwerk, Kokerei mit Nebenproduktengewinnung und „Benzinwerk“ an, um so die Rentabilität seines Steinkohlenbergbaus zu steigern.
Unklar sind, wie bei allen damaligen Fischer-Tropsch-Anlagen, die Produktionskapazitäten (Ausbringungsmenge) und deren Aufteilung (Produktpalette). Die Angaben weichen in der Fachliteratur teilweise erheblich voneinander ab und sind nicht selten aus der Luft gegriffen, da Quellenangaben fehlen. Die Spanne reicht von jährlich 25.000 Tonnen synthetischer Produkte, über 54.000 Tonnen, 66.000, 70.000, 73.000, 75.000, bis hin zu völlig unrealistischen 200.000 Tonnen. Hierbei ist zu beachten, dass sich die angegebenen Jahreskapazitäten immer auf alle Syntheseprodukte (Primärprodukte) des Werks beziehen und somit keine Rückschlüsse auf die Kraftstoffproduktion zulassen.
Während der Luftangriffe auf das Ruhrgebiet war das Unternehmen wiederholtes Ziel westalliierter Bombardements. Es wurde durch einen Hochbunker für 1300 Beschäftigte und eigene Flakstellungen geschützt. Zur Tarnung entstand im Binsheimer Feld bei Baerl eine Nachtscheinanlage, die aus Sperrholz und Tüchern gebaut und nachts beleuchtet wurde, um die Bomberbesatzungen zum Abwurf an falscher Stelle zu verleiten. Zahlreiche, das Treibstoffwerk verfehlende Bomben trafen den Baerler Busch, der noch heute von Bombenkratern übersät ist und in dem noch Blindgänger vermutet werden.
Nach einem Nachtangriff der Royal Air Force am 21. Juli 1944 musste die Geschäftsleitung einen Produktionsausfall von 50 Prozent verzeichnen. Danach erhielt das Treibstoffwerk Rheinpreußen, wie alle Raffinerien und Hydrierwerke im deutschen Einflussbereich, im Rahmen des im Juni 1944 in Kraft getretenen Mineralölsicherungsplans unter anderem Zwangsarbeitskräfte zugewiesen, die für Aufräumarbeiten und Vorbereitungen zur U-Verlagerung eingesetzt wurden. Heute gedenkt ein Ehrenmal im Waldfriedhof Lohmannsheide in Baerl den Opfern.
Teile der Fischer-Tropsch-Anlage von Rheinpreußen gelangten zum Geheimobjekt Lachs (Ofen 5/6) in der Nähe von Bredelar im Sauerland. Weitere Bombenabwürfe am 20. September 1944 zerstörten nahezu die kompletten Hydrieranlagen, wodurch die Produktion praktisch zum Erliegen kam. Ein Tagesangriff noch am 2. März 1945 forderte 78 Todesopfer, darunter viele Zwangsarbeiter.
Nach dem Ende des Zweiten Weltkriegs begann der langsame Wiederaufbau der schwer beschädigten Anlagen. Das Werk fiel jedoch den Demontagebefehlen der Westalliierten zum Opfer, zunächst durch direkte von der britischen Besatzung erlassene Verbotsbestimmungen für einen Wiederaufbau, später durch die Bestimmungen des Washingtoner Abkommens vom 6./8. April 1949, die die Herstellung synthetischer Kraftstoffe verboten.
Behelfsmäßig wurde 1947 die Herstellung von Isopropylalkohol und Butylalkohol wieder aufgenommen. Die Produktion ging nun von Rohstoffen aus, die von neu entstandenen Erdölraffinerien im Ruhrgebiet zugekauft werden mussten. In der Folgezeit prosperierte das Unternehmen erneut und erweiterte seine Produktpalette chemischer Erzeugnisse. Ab 1951 firmierte das Werk als Tochtergesellschaft der neu gegründeten Rheinpreußen AG für Bergbau und Chemie unter der Bezeichnung Chemische Werke Rheinpreußen, Moers.
Von 1950 bis 1954 führte das Unternehmen in Kooperation mit der Heinrich Koppers GmbH, Essen nochmals technische Großversuche zur Weiterentwicklung der Fischer-Tropsch-Synthese durch. Das sogenannte Rheinpreußen-Koppers-Verfahren fand industriell jedoch keine Anwendung mehr, da jener erfolgreiche Verdrängungsprozess durch Erdöl und Erdgas einsetzte, dem in Westdeutschland bis auf die Kokereien alle thermisch-chemischen Kohleveredlungsanlagen innerhalb kurzer Zeit zum Opfer fielen.
In den 1950er-Jahren ließ die Familie Haniel das Tankstellennetz der Rheinpreußen GmbH stark erweitern. Dazu kamen große Flotten mit Tanklastern und Kesselwagen. Bis 1958 baute das Unternehmen sein Netz bundesweit auf 600 und bis 1965 auf 1200 Tankstellen aus.

## Übernahmen
Zwischen 1959 und 1965 übernahm sukzessive die DEA (Deutsche Erdoel AG) die Rheinpreußen AG für Bergbau und Chemie mit allen ihren Tochtergesellschaften. Das Werk firmierte fortan unter Chemische Werke Niederrhein AG, Moers. Das Tankstellennetz der einstigen Rheinpreußen GmbH wurde auf DEA umgeflaggt. 1970 gelangte die DEA zur Deutschen Texaco AG, die 1989 von der RWE DEA AG übernommen wurde. Diese führte das Chemiegeschäft unter dem Label Condea Chemie fort. 2001 verkaufte die RWE DEA AG ihre Chemiesparte an Sasol – und damit auch die Anlagen in Moers-Meerbeck. 2014 gelangte das Werk in den Besitz des Chemiekonzerns Ineos.